# Eunidia castanoptera
Eunidia castanoptera là một loài bọ cánh cứng trong họ Cerambycidae.